# 놀이를 통한 학습
놀이를 통한 학습(Learning through play)은 교육 및 심리학에서 어린이가 주변 세상을 이해하는 방법을 설명하는 데 사용되는 용어이다. 놀이를 통해 아이들은 사회적 및 인식적 기술을 개발하고, 감정적으로 성숙하며, 새로운 경험과 환경에 참여하는 데 필요한 자신감을 얻을 수 있다.
어린 아이들이 학습하는 주요 방법에는 놀이, 다른 사람들과 함께하기, 활동하기, 탐험 및 새로운 경험, 혼잣말하기, 다른 사람들과 소통하기, 신체적 및 정신적 도전 극복하기, 새로운 일을 하는 방법 배우기, 기술 연습 및 반복, 즐거운 시간 보내기 등이 있다.

## 일과 놀이의 정의
놀이는 아이들이 주변 세상을 이해할 수 있도록 한다. 아이들은 탐험에 대한 자연스러운 호기심을 가지고 있으며 놀이는 이를 위한 매개체 역할을 한다.
놀이의 정의
'아인슈타인은 플래시카드를 사용하지 않았다(Einstein Never Used FlashCards)'에서는 아이들의 놀이의 다섯 가지 요소가 요약되어 있다.
- 놀이는 즐겁고 유쾌해야 한다.
- 놀이는 외재적 목표가 없어야 한다.
- 놀이는 자발적이고 자율적이다.
- 놀이는 적극적인 참여를 포함한다.
- 놀이는 가장의 요소를 포함한다.

또한, 놀이는 창의성과 상상력이 특징이다. 창의성은 역할 놀이, 건설 활동, 기타 상상적인 놀이 형태에서 분명히 나타난다. 상상력을 통해 아이들은 자신의 감정, 생각, 아이디어와 관련된 정신적 이미지를 만들고 이를 놀이에 통합한다.
연구자 베벌리 다이츠(Beverlie Dietze)와 다이앤 캐신(Diane Kashin)은 '놀이와 학습(Playing and Learning)'에서 놀이의 일곱 가지 공통적인 특징을 다음과 같이 언급했다.
- 놀이는 활동적이다.
- 놀이는 아동이 주도한다.
- 놀이는 과정 지향적이다.
- 놀이는 내재적이다.
- 놀이는 일화적이다.
- 놀이는 규칙을 따른다.
- 놀이는 상징적이다.

일과의 대비
아이들의 활동 맥락에서 놀이와 일 사이에는 중요한 차이가 있다. 놀이는 일반적으로 아이가 선택하는 자기 주도적인 활동이며 탐험과 즐거움에 중점을 둔다. 반면, 일은 일반적으로 특정 목표와 결과를 가진 구조화된 작업을 포함한다.
연구자 다이츠와 캐신에 따르면, 놀이는 내부 통제, 새로운 현실을 적응하거나 창조하는 능력, 그리고 내재적 동기로 특징지어진다. 어른이 활동에 특정 목표를 부과하고 그것을 놀이라고 부르면 놀이와 일의 경계가 모호해질 수 있다. 예를 들어, 아이가 정보를 암기하도록 돕기 위해 플래시카드를 사용하는 것은 구조화된 특성과 목표 지향성 때문에 일과 더 밀접하게 관련될 수 있다.
놀이와 일의 구분을 이해하는 것은 아동 발달에 영향을 미칠 수 있다. 구조화된 활동이 학습 기회를 제공할 수 있지만, 놀이는 창의성, 문제 해결, 그리고 자율성을 촉진한다. 이러한 차이를 인지하는 교육자와 부모는 아이들의 전인적 발달을 지원하는 환경을 조성할 수 있다.
놀이는 아이들이 이전 경험에서 새로운 지식을 구축할 기회를 제공한다. 연구자들은 일과 놀이를 다양한 방식으로 구분했다.
1. 주요 활동: 문화가 그 행동을 놀이로 인식하더라도, 아이의 행동이 가족 단위에 즉각적인 가치를 더한다면 그것은 일이다.[10]
2. 부모의 관점: 다른 문화권의 부모들은 아이들의 행동에서 무엇이 일이고 무엇이 놀이인지에 대해 다양한 견해를 가지고 있다.[10] 예를 들어, 마야족 어머니는 딸이 과일 가판대를 차리는 것을 놀이로 볼 수 있지만,[11] 많은 서구 문화권에서는 아이가 과일을 성공적으로 판매하면 그것을 일로 간주할 수 있다.
3. 아이의 관점: 아이들은 어른들과 비교하여 놀이와 일에 대한 인식이 다를 수 있으며, 이는 다양한 활동에 참여하고 해석하는 방식에 영향을 미칠 수 있다.

### 고전, 근대 및 현대적 관점
놀이 이론에는 세 가지 주요 그룹이 있다.
고전 이론
장자크 루소, 프리드리히 프뢰벨, 존 듀이와 같은 고전 이론가들은 아동기에 대한 사회적 관점을 변화시키는 데 중요한 영향을 미쳤다. 그들은 아이들의 학습과 발달에 놀이가 중요하다고 강조했다. 이 이론가들은 자연과 삶과의 직접적인 상호작용을 통해 아이들의 학습 경험을 증진시켰다.
놀이의 고전 이론에는 과도한 에너지 소모, 오락과 휴식, 힘든 작업 후 에너지 보충, 미래 역할 연습, 그리고 재현 이론과 같은 개념도 포함된다. 허버트 스펜서는 놀이가 인간이 생존에 필요하지 않은 과도한 에너지를 소모할 수 있게 한다고 제안했다.
근대 이론
근대 이론은 인지 발달에서 놀이의 역할에 초점을 맞춘다. 장 피아제는 아이들이 놀이 기반 발달 단계를 통해 어떻게 지식을 구성하는지 강조했으며, 이는 많은 유아 교육 프로그램에 영향을 미쳤다. 프리드리히 프뢰벨의 '진지한 작업'으로서의 놀이라는 개념은 놀이의 교육적 가치에 대한 현대적 관점과 일치한다.
현대적 관점은 또한 아이의 발달에 대한 놀이의 영향을 조사한다. 예를 들어, 다이츠와 캐신은 학습자를 의미의 능동적인 구성자로 본다.
현대 이론
현대 이론은 아이들의 학습과 발달에서 사회적, 문화적 맥락의 역할을 강조한다. 루소의 아동 권리 및 순수성으로 인한 보호 필요성에 대한 연구는 현대적 관점의 한 측면이다. 듀이의 아동을 학습의 능동적 주체로 보는 관점 또한 놀이를 통해 아이들에게 권한을 부여하는 데 초점을 맞춘 현대 이론과 일치한다.
현대 이론은 일상생활과 학습에서 놀이, 다양성, 사회 정의 간의 관계를 다룬다. 아이들은 일상생활 경험을 통해 배우며 가족, 공동체, 문화, 그리고 더 넓은 사회와 같은 다양한 맥락의 영향을 받는다. 레프 비고츠키의 근접 발달 영역 개념은 아이들이 과거 학습을 지원하면서 새로운 도전을 장려하는 활동이 필요하다고 제안한다. 사회적 참여와 다른 사람들과의 협력은 아이들의 사고를 변화시킬 수 있다. 유리 브론펜브레너는 인간-환경 관계가 아동 발달에 미치는 영향을 강조한다 (Khuluqo 2016, Bodrova & Leong 2015).

### 문화적 관점
다문화적 관점
20세기 상반기 수잔 아이삭스(Susan Isaacs)를 포함한 서구 문화권에서 놀이가 광범위하게 연구되었지만, 구닐라 달베르그(Gunilla Dahlberg)와 플리어(Fleer)와 같은 전문가들은 놀이에 대한 서구적 관점의 보편성에 의문을 제기한다. 플리어의 호주 원주민 아이들과의 연구는 모든 문화권이 놀이를 같은 방식으로 강조하는 것은 아니라는 점을 시사한다. 다양한 문화와 공동체는 놀이를 장려하는 독특한 방식을 가지고 있다. 예를 들어, 일부는 놀이에 대한 성인의 개입을 억제하거나 아이들이 성인과 떨어져서 다양한 연령 그룹과 놀기를 기대할 수 있다. 또한, 일부 문화권에서는 아이들이 특정 연령이 되면 놀이를 그만두기를 기대할 수 있다.
유카텍 마야(Yucatec Maya) 문화는 놀이와 학습에 대한 독특한 접근 방식을 제공하며, 현실 기반 활동과 관찰을 강조한다.
놀이를 통한 학습
유카텍 마야 아이들은 토르티야 만들기, 직물 짜기, 옷 청소 등 실제 생활 활동과 밀접하게 관련된 놀이에 참여한다. 그들은 종종 공동체 활동을 관찰하고 참여하는 "의도적 공동체 참여"를 통해 배운다. 많은 서구 문화권의 아이들과 달리, 유카텍 마야 아이들은 광범위한 가장 놀이에 참여하지 않는다. 이는 "현실이 아닌 것을 표현하는 것"과 관련되어 거짓말과 비슷하게 여겨지기 때문이다. 예를 들어, 한 마야족 어머니는 민족지학자에게 아이가 그릇에 담긴 잎사귀를 음식으로 가장하는 것을 "용납한다"고 말했다. 대신 그들의 놀이는 일상생활을 반영한다.
연령 집단 및 상호작용
유카텍 마야 아이들은 일부 서구 문화권에서 흔히 볼 수 있는 연령 분리 놀이에 초점을 맞추기보다는 모든 연령의 개인들과 놀고 상호작용한다. 이 접근 방식은 아이들이 성인 행동을 모델링하고 자신의 문화에 대한 현실적인 표현을 탐구하는 데 도움이 된다.
관찰 학습
관찰 학습은 유카텍 마야 아이들의 학습 과정에서 중요한 역할을 한다. 그들은 지역사회 내에서 유용한 활동을 관찰하고 모델링함으로써 적극적으로 참여한다. 따라서 "그것은 본질적으로 복합적인 일상 활동에 통합되어 있다."

### 중요성
놀이는 유엔이 모든 어린이의 특정 권리로 인정할 만큼 충분히 중요하다. 아이들은 탐험하고 놀 자유가 필요하다. 놀이는 또한 뇌 발달에 기여한다. 놀이는 인간을 포함한 포유류의 전전두피질 발달을 가능하게 한다. 신경과학의 증거는 아이의 발달 초기(출생부터 6세까지)가 평생 학습, 행동 및 건강의 기초를 마련한다는 것을 보여준다. 아이의 신경 경로는 놀이 에피소드 중에 발생하는 탐색, 사고, 문제 해결, 언어 표현을 통해 발달에 영향을 받는다. 캐나다 학습 위원회(Canadian Council on Learning)에 따르면, "놀이는 아이들의 발달의 모든 측면을 풍요롭게 한다 – 학교와 삶의 성공에 필요한 지적, 사회적, 신체적, 정서적 기술의 기초를 형성한다. 놀이는 '학습을 위한 길을 열어준다'".
아이들은 블록을 가지고 놀고, 그림을 그리거나, 가장 놀이를 할 때 학습이 일어난다. 놀이 동안 아이들은 새로운 것을 시도하고, 문제를 해결하고, 발명하고, 창조하고, 아이디어를 시험하고, 탐구한다. 아이들은 구조화되지 않은 창의적인 놀이 시간이 필요하다. 즉, 아이들은 놀이를 통해 배울 시간이 필요하다. 놀이 중에 발생하는 정서적 각성 수준은 신경 경로의 통합과 통합에 이상적이다. 아이가 놀이를 주도하도록 허용하는 것은 아이가 가장 편안한 장소를 찾도록 허용하는 것을 의미하며, 신경가소성의 촉진을 허용한다. 자기 주도적인 놀이에 참여하는 아이들은 자신만의 스키마를 만들어 정서와 인지의 통합을 허용할 수 있다. 놀이는 또한 아이들이 자기 인식과 변형에 대한 말 없는 이야기를 공동으로 구성할 수 있도록 함으로써 신경가소성 발달을 촉진한다.
파스칼(Pascel)에 따르면, "놀이는 어린 학습자의 발달에 있어 진지한 일이다. 이는 매우 중요한 이해이다. 의도적이고 효과적인 놀이 기반 접근 방식은 어린 아이들의 인지 발달을 지원한다. 잘 설계된 이러한 접근 방식은 아이들의 개별적인 흥미를 활용하고, 그들의 잠재 능력을 이끌어내며, 그들의 탐구 정신과 주변 세계에 대한 탐험에 반응한다. 이는 커리큘럼의 학습 결과가 달성될 가능성이 더 높은 환경을 즐기는 높은 동기 부여를 가진 아이들을 생성한다."

## 유년기

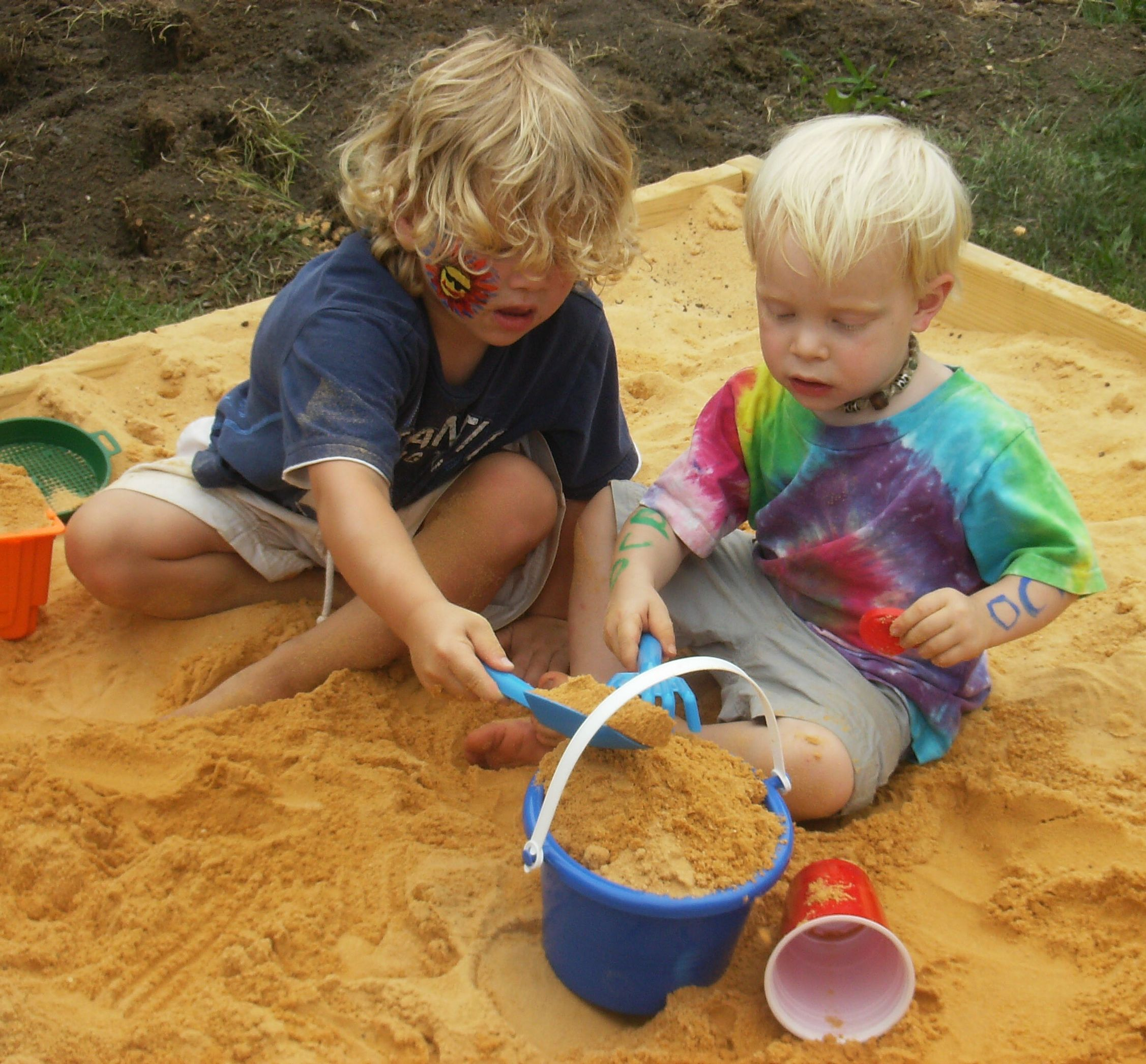
놀이터 모래밭에서 노는 아이들

놀이는 어린 아이들의 학습과 강하게 연결되어 있으며, 특히 문제 해결, 언어 습득, 문해력, 셈하기, 그리고 사회적, 신체적, 정서적 기술과 같은 영역에서 그러하다. 학습 기반 놀이를 통해 아이들은 주변 환경과 세상을 적극적으로 탐험한다. 놀이는 아이의 최적의 사회적, 인지적, 신체적, 정서적 발달에 필수적이다. 연구자들은 놀이가 지적 성장, 창의성, 그리고 기본적인 학업 지식의 토대를 마련한다는 데 동의한다.
도로시 싱어(Dorothy Singer)에 따르면, 가장 놀이는 아이들이 다양한 역할과 시나리오를 상상할 수 있게 한다. 사회극 놀이를 통해 아이들은 감정을 관리하고, 세상을 이해하며, 공유와 협력과 같은 사회적 상호작용을 탐색하는 방법을 배운다.
목표 지향적이고 질 높은 놀이 경험은 인지 발달과 학업 성취에 중요한 기술을 길러준다. 여기에는 언어화, 언어 이해, 어휘, 상상력, 질문하기, 문제 해결, 관찰, 공감, 협력, 그리고 타인의 관점 이해가 포함된다.
놀이는 또한 아이들이 사회 기술, 창의성, 눈과 손의 협응력, 문제 해결, 그리고 상상력을 발달시키는 데 도움을 준다. 이러한 기술은 플래시카드나 학업 훈련을 통해 배우는 것보다 놀이를 통해 더 효과적으로 습득되는 경우가 많다. 또한, 슬로바키아 연구자 그미트로바(Gmitrova)와 그미트로프(Gmitrov)는 가장 놀이가 아이들이 교육 과정을 넘어 발전할 수 있는 매개체로서 중요하다고 강조한다.
사회적 놀이는 아이들이 새로운 활동을 시도할 때 자신감을 높여주고, 다양한 상징을 창의적으로 다루는 능력을 향상시킨다. 놀이의 이점은 매우 광범위하여 진화적이고 발달적으로 중요한 활동으로 간주되며, 아이들이 성인이 되어서도 유익한 사회적으로 적절한 행동에 참여하는 데 도움을 준다.

### 놀이-학습 관계에 대한 믿음
린다 롱리(Linda Longley)와 동료들은 놀이와 학습 간의 관계에 대한 다양한 믿음을 발견했다. 부모들은 종종 구조화된 놀이 활동(예: 교육용 비디오)이 학습에 더 가치 있다고 보는 반면, 전문가들은 구조화되지 않은 활동(예: 가장 놀이)이 더 유익하다고 간주한다.
교사들이 놀이 기반 학습의 가치를 인식하더라도, 여러 나라(중국, 인도, 아일랜드 등)의 연구는 그들의 신념과 교실 실제 사이의 격차를 시사한다. 예를 들어, 일부 환경에서는 놀이 기반 학습을 중요하게 여기는 교사들도 여전히 전통적인 교수 방법에 더 의존한다. 이는 책임 압력이나 자원 부족과 같은 요인 때문일 수 있다.
이러한 도전들은 놀이 기반 학습에 대한 교사들의 신념과 그들의 교실 실제 사이의 상당한 격차를 보여준다. 이러한 불일치는 초기 문해력, 언어, 수학 및 사회 정서적 기술을 지원하는 놀이 기반 활동을 통한 학생들의 성장 및 발달 기회에 영향을 미칠 수 있다.(Lynch, 2015)

## 놀이 기반 학습
놀이 기반 학습은 아이들의 발달과 학습을 지원하는 교육적 접근 방식이다. 놀이를 통해 아이들은 내용 지식, 사회 기술, 역량, 그리고 학습에 대한 긍정적인 태도를 개발할 수 있다.
이 접근 방식은 레프 비고츠키의 비계 모델에 뿌리를 두고 있으며, 교사들은 놀이 활동의 특정 측면에 집중하고 아이들의 학습에 격려와 피드백을 제공한다. 놀이는 아이들의 사고에 도전할 수 있는데, 특히 실제 생활과 상상 활동에 참여할 때 더욱 그렇다. 필요한 경우 놀이 기반 학습 중에 섬세한 개입과 성인 지원이 제공될 수 있다.
아이들은 놀이 기반 학습에서 직접적인 경험을 통해 가장 잘 배운다. 이 접근 방식은 아이들에게 동기를 부여하고 자극하는 동시에 기술, 개념, 언어 습득, 의사소통 기술 및 집중력 발달을 지원한다. 또한 아이들에게 긍정적인 태도를 개발하고 최근 학습, 기술 및 역량을 통합할 기회를 제공한다.
DCSG는 유아 교육에서 놀이 기반 학습의 이점을 요약했다. 놀이하는 아이들은 지식, 기술, 이해력을 다양한 방식과 맥락에서 사용하고 적용한다. 교사 또한 아이들을 활동에 참여시켜 학습에 대한 긍정적인 태도를 배우고 개발하도록 돕는다. 교사는 아이들의 놀이를 직접 계획해서는 안 된다. 왜냐하면 이는 놀이의 핵심인 선택과 통제를 방해할 수 있기 때문이다. 대신, 그들은 고품질 학습 환경을 조성하고 아이들이 놀이에 참여할 수 있는 중단 없는 시간을 보장함으로써 놀이를 계획해야 한다.
연구자 캐시 허쉬-파섹과 로베르타 미크닉 골린코프에 따르면, 성인이 아이들과 함께 놀면 놀이의 질과 다양성에 긍정적인 영향을 미칠 수 있다. 성인이 참여하면 놀이를 통제하지 않고도 안내하고 확장하여 아이들이 자신의 흥미를 따르고 인지 발달에 더 효과적으로 참여할 수 있게 한다. 놀이는 아이들의 언어이자 통화이다.
다음은 교육자, 부모, 보호자가 놀이 중 아이들의 학습을 촉진할 수 있는 몇 가지 방법이다.
1. 긍정적인 태도 모델링: 성인은 일년 내내 실내외 활동의 균형을 제공함으로써 놀이를 장려할 수 있다. 놀이에 참여함으로써 성인은 놀이를 지배하지 않고도 경험을 안내하고 형성한다.
2. 매력적인 환경 조성: 다양한 기술 수준과 흥미에 맞는 다양한 장난감, 재료 및 장비를 선택한다. 이 접근 방식은 아이들의 탐험과 발견을 자극한다.
3. 관찰 및 반응: 아이들이 장난감 및 재료와 상호작용하는 방식을 지속적으로 관찰하면 아이들의 흥미와 능력에 대한 통찰력을 얻을 수 있으며, 이는 추가적인 학습 및 발달을 안내한다.
4. 사려 깊게 참여: 성인은 아이들의 주도권을 가리지 않고 놀이 활동에 신중하게 참여해야 한다.
5. 놀이 확장: 적절한 순간에 경청하고, 반복하고, 확장하고, 질문하는 것은 놀이를 확장하고 향상시키는 데 도움이 될 수 있다. 성인은 아이들이 자신의 관찰을 명확하게 표현하는 데 필요한 언어를 제공할 수 있다.
6. 사회적 및 인지적 기술 장려: 사회적 지식과 물리적 및 논리-수학적 지식을 탐구할 기회를 제공함으로써 성인은 아이들이 주변 세상을 이해하고 문제를 해결하는 데 도움을 준다.

이러한 접근 방식을 사용함으로써 성인은 놀이 중에 아이들의 자연스러운 호기심과 인지 성장을 육성하는 지원 환경을 조성할 수 있다.

## 놀이 기반 학습에 대한 비판
지식 습득
지난 40년간의 연구는 놀이와 아동 학습 사이에 긍정적인 상관관계를 보여주며, 놀이가 아동 교육에 도움이 될 수 있음을 시사한다. 그러나 일부 연구 결과는 놀이가 선언적 지식(사실 및 정보)보다는 절차적 지식(기술 및 전략)과 더 밀접하게 관련될 수 있음을 시사한다. 상관관계 연구만으로는 놀이가 학습 결과에 미치는 영향을 확정적으로 결정할 수 없다. 놀이가 아이들이 중요한 절차적 지식을 개발하도록 도울 수 있지만, 이는 나중에 선언적 지식 습득을 지원할 수 있다. 놀이와 선언적 학습 간의 관계는 아직 완전히 확립되지 않았다.
가장 놀이: 창의성, 지능, 문제 해결:
창의성과 관련하여, 가장 놀이에 대한 메타 분석의 증거는 혼합되어 있으며, 일부 연구는 창의성과의 관계를 시사하고 다른 연구는 거의 영향을 미 발견하지 못했다. 놀이와 지능 간의 연결은 놀이가 지능을 촉진하는지 아니면 지능이 놀이를 장려하는지에 대해 연구가 결론적으로 결정할 수 없으므로 불분명하다. 문제 해결 측면에서, 건설 놀이는 퍼즐 및 기타 유사한 작업 해결과 관련이 있다.
최근 연구에 따르면 또래들과의 놀이 상호작용에 참여하는 것은 아이들이 문제 해결 능력 및 갈등 해결과 같은 필수적인 삶의 기술을 개발하는 데 도움이 된다. 놀이는 또한 자신감과 정서적 조절을 길러주며, 협력, 의사소통, 아이디어와 감정 표현을 촉진한다. 또한, 놀이는 양육자에게 아이들의 행동을 관찰하고 필요한 경우 개입할 기회를 제공하여 발달 지연이나 외상에 대한 지원을 제공한다.
- 가장 놀이:

가장 놀이, 즉 "가장 놀이"는 시나리오를 연기하고 다양한 관점을 탐구하는 것을 포함한다. 일부 연구는 가장 놀이가 아동 발달에 미치는 영향에 의문을 제기하지만, 다른 연구는 언어 사용, 타인의 관점에 대한 인식, 공감 및 지연된 만족과 같은 영역에서 자기 조절을 향상시킬 수 있다고 제안한다. 가장 놀이는 또한 문제 해결 및 의사소통과 같은 사회 기술을 향상시킬 수 있다. 놀이 기반 학습 경험은 양육자에게 아동 행동에 대한 귀중한 통찰력을 제공하여 필요한 경우 조기 개입을 가능하게 한다.

## 놀이 기반 학습 프로그램
놀이 기반 학습 프로그램은 흥미로운 놀이 활동을 통해 아이들의 학습 경험을 향상시키는 다양한 교육적 접근 방식을 포함한다. 이러한 프로그램은 경청, 집중력, 의사소통, 자기 주도성 등과 같은 기술 개발을 강조한다.
확장 교육과정
확장 교육과정은 놀이 기반 학습을 통합하여 아이들의 학습 경험을 향상시키도록 설계되었다. 이 교육과정은 야외 신체 활동과 소그룹 실내 놀이를 결합하여 아이들의 발달을 촉진한다. 비평가들은 확장 교육과정에 대해 특히 읽기 및 쓰기 수업을 지연시키고 추가 자원이 필요하며 다양한 유형의 학습자에게 적합하지 않을 수 있다는 우려를 표명했다.
주목할 만한 놀이 기반 학습 프로그램
1. 하이/스코프는 아이들이 자신의 학습에 적극적으로 참여하는 인지적 접근 방식이다. 58가지 주요 경험을 제공하고 학습 센터 시간 동안 계획-실행-검토 접근 방식을 사용한다. 이 방법은 성인이 놀이의 촉진자 역할을 하는 동안 아이들이 자신의 학습에 대한 책임을 지도록 돕는다.[44]
2. 창의적 교육과정 - 창의적 교육과정은 사회 및 정서 발달을 강조하는 유아 교육 접근 방식이다. 프로젝트 기반 조사를 사용하여 아이들이 기술을 적용하고 사회/정서적, 신체적, 인지적, 언어적 네 가지 발달 영역을 다룬다.[44]
3. 몬테소리 방법 - 몬테소리 방법은 교사의 자기 주도적 활동과 임상 관찰을 장려한다. 이 접근 방식은 아이의 발달 수준에 맞게 학습 환경을 조정하여 아이들이 놀이를 통해 배우도록 장려한다.[45]
4. 온타리오 종일 유아 교육 유치원 프로그램 - 4-5세 아동을 위한 이 프로그램은 탐험, 조사, 그리고 안내된 명시적 지시로 구성된다.[46]
5. 온타리오 유아 센터 - 이 센터들은 부모-자녀 상호작용을 통한 놀이 기반 학습에 중점을 둔다. 부모와 보호자는 아이와 함께 머무르며 이용 가능한 프로그램 및 서비스에 대한 정보에 접근할 수 있다.[47]
6. 레지오에밀리아 접근법은 아이들의 흥미를 따르는 아동 주도적 교육과정 모델이다. 미리 정해진 교사 주도적 순서 없이 의도적인 진행과 창발적 교육과정을 강조한다.[48]
7. 프로젝트 접근법 - 프로젝트 접근법은 유치원생들이 흥미를 갖는 주변 주제를 연구하도록 참여시킨다. 이 교사 지시적 접근 방식은 새로운 어휘를 도입하고 비공식적인 대화 기회를 제공한다 (Dfuss,2019).

### 아동 발달에서 다양한 유형의 놀이의 이점
출처:

#### 자유 놀이
자유 놀이는 아이들이 자신의 선호도에 따라 활동에 참여하며, 무엇을 어떻게 할지에 대해 스스로 선택하는 것으로 관찰된다. 이는 종종 자발적으로 발생하고 즐거우며 상상적 사고를 장려한다. 이러한 유형의 놀이는 일반적으로 성인이 부과하는 특정 규칙 없이 진행되어 아이들이 탐색하고, 창의성을 표현하며, 다양한 접근 방식을 실험할 자유를 누릴 수 있게 한다.
이러한 유형의 놀이는 아이들이 다양한 과제와 장애물을 독립적으로 해결하면서 창의성과 문제 해결 능력을 활용할 수 있도록 한다고 믿어진다. 또한 아이들에게 자신을 표현하고 상상적 시나리오에 참여할 기회를 제공하며, 잠재적으로 인지 발달을 촉진하고 또래들과의 긍정적인 사회적 상호작용을 촉진한다. 일부 연구는 자유 놀이가 전반적인 성장에 중요하다고 여겨지는 상상력과 사회 기술을 육성할 수 있다고 제안한다 (Weisberg, Hirsh-Pasek, and Golinkoff, 2013).
자유 놀이가 상상력을 어떻게 촉진할 수 있는지에 대한 예시는 다음과 같다.
- 단어 학습을 위한 놀이

일부 연구에 따르면 덜 특권층의 배경을 가진 아이들은 어휘 습득에서 놀이 학습의 이점을 얻을 수 있다 (Han, Moore, Vukelich, & Buell, 2010).
- 탐험을 통한 학습

연구에 따르면 아이들은 완전히 혼자 두는 것보다 독립적으로 탐험하는 동안 어느 정도 지도를 받을 때 학업 성과가 더 좋을 수 있다 (Alfieri, Brooks, Aldrich, & Tenenbaum, 2010).
- 도형과 놀이

연구에 따르면 아이들은 놀이 활동에 참여할 때 도형과 같은 개념을 더 효과적으로 파악할 수 있다 (Fisher, Hirsh-Pasek, Newcombe, & Golinkoff).

#### 교사 주도 놀이
이러한 유형의 놀이를 통해 교사는 새로운 개념과 기술을 가르치기 위한 구조화된 활동을 이끌 수 있다. 이는 아이들에게 귀중한 학습 기회, 팀워크, 지시 따르기, 그리고 협동 학습을 촉진한다.

#### 상호 주도 놀이
Hope-Southcott(2013)와 McLennan(2012)은 아이들과 교사 간의 놀이 활동에서의 협력을 수반하는 놀이 유형을 소개하며, 공유된 경험과 상호작용을 통해 학습을 촉진한다. 또한 의사소통, 협상, 의사결정 기술을 장려하는 동시에 긍정적인 교사-학생 관계와 또래 상호작용을 촉진한다.
상호 주도 놀이가 아이들과 성인 모두에게 유익한 예시는 다음과 같다.
- 환경 준비

성인들은 학습을 지원하기 위해 특정 장난감이나 재료로 놀이 환경을 조성한다. 예를 들어, 교사는 교실 활동을 위한 장난감을 선택하거나 박물관은 아이들이 탐험할 수 있는 전시물을 설계할 수 있다.
- 아이들의 행동 비계 놓기

성인들은 "만약 ~한다면 어떻게 될까?"와 같은 질문을 통해 놀이 중에 아이들을 도울 수 있다. 이러한 질문은 아이들을 서두르지 않고 학습으로 부드럽게 이끌어준다.
- 사물 통합

성인들은 놀이 중에 새로운 사물을 도입하여 아이들의 호기심을 자극한다. 예를 들어, "이것을 사용하면 어떻게 될지 궁금하다"라고 말할 수 있다. 이는 아이들이 학습에 집중하면서 탐험할 수 있게 한다.

### 다양한 놀이 적응: 학습 및 발달 향상
장애 아동의 요구에 맞춘 놀이 적응
교사는 다양한 방식으로 장애 또는 특수 아동의 요구에 맞춰 놀이를 적응시킬 수 있다. Sharifah & Aliza (2013)에 따르면, 학생들의 특정 요구와 능력에 맞춰진 효과적인 수업 계획은 모든 학생의 교육 경험을 향상시킬 수 있다. 각 수업 주제와 학습 목표에 적합한 기술과 전략을 선택하는 것은 학생들의 다양한 요구를 지원한다. 시각 또는 촉각 자료와 같은 적절한 학습 보조 자료를 활용하는 것도 접근성과 참여를 개선할 수 있다. 연구자 Nor Azlinah (2010)는 협력 학습을 장려하면 학생들이 그룹으로 작업하고 사회적 상호작용의 이점을 얻을 수 있음을 발견했다.
장애 아동을 위한 놀이 기반 학습의 이점
놀이 기반 학습은 다양한 유형의 장애를 가진 아동에게 수많은 이점을 제공한다. 특히 자폐 스펙트럼 장애 아동의 인지 및 언어 발달을 지원한다. 놀이 기반 학습은 또한 학생들 간의 긍정적인 상호작용과 협력을 촉진하여 정서적 및 사회적 발달을 촉진한다. 다양한 접근 방식과 기술을 고려함으로써 교사는 학생들의 다양한 요구를 지원하는 포괄적인 학습 환경을 조성할 수 있다.
이러한 통찰력은 놀이가 장애 아동의 요구에 맞춰 어떻게 적응될 수 있는지, 그리고 놀이 기반 학습이 다양한 유형의 장애 아동에게 어떻게 도움이 되는지에 대한 개요를 제공한다.

## 같이 보기
- 아동 거리 문화
- 에듀테인먼트
- 주거우선도로 / 플레이 스트리트

## 추가 문헌
- Bodrova, Elena; Leong, Deborah J. (2015년 3월 22일). 《Vygotskian and post-Vygotskian views on children's play》. 《American Journal of Play》 7. 371–389쪽. ERIC EJ1070266 Gale A435191284. |id=에 templatestyles stripmarker가 있음(위치 1) (도움말)
- The Creative Curriculum for Preschool. (2013, March).
- Garner, Pamela W.; Bolt, Elizabeth; Roth, Alexa N. (2019년 4월 3일). 《Emotion-Focused Curricula Models and Expressions of and Talk About Emotions Between Teachers and Young Children》. 《Journal of Research in Childhood Education》 33. 180–193쪽. doi:10.1080/02568543.2019.1577772. S2CID 150446788.
- Maesaroh, Siti; Suzanti, Lizza (2017). 〈Entrepreneurship Learning for Early Childhood〉. 《Proceedings of the 2nd International Conference on Economic Education and Entrepreneurship》. 403–410쪽. doi:10.5220/0006887004030410. ISBN 978-989-758-308-7.
- Lynch, Meghan (2015년 3월 22일). 《More play, please: the perspective of kindergarten teachers on play in the classroom》. 《American Journal of Play》 7. 347–371쪽. ERIC ej1070249 Gale A435191283. |id=에 templatestyles stripmarker가 있음(위치 1) (도움말)
- Dfuoss. (2019). Project Approach for Preschoolers.